# Wágner Dániel (gyógyszerész, 1838–1890)
Ifjabb zólyomi Wágner Dániel József Vince (Pest, 1837. január 7.– Budapest, 1890. február 6.), vegytudor, orvostudor, gyakorlóorvos, gyógyszerész; Wágner Dániel gyógyszerész fia.

## Családja
A nemesi származású zólyomi Wágner család sarja. Édesapja zólyomi Wágner Dániel (1800–1890) gyógyszerész, az 1848-as minisztérium egészségügyi tanácsosa, édesanyja Weninger Mária (1816–1890) úrnő volt. Fivére zólyomi Wagner László (1841–1888), mezőgazdász, műegyetemi tanár volt.
1875. augusztus 9-én Bécsben, feleségül vette Mülleitner Hermine Ernestine Josefine (Bécs, 1848. december 24.–Szeged, 1919. június 27.) kisasszonyt, akinek a szülei Mülleitner Ferenc és Babits Emília voltak. Wágner Dániel és Mülleitner Hermine frigyéből nem született gyermek. Az özvegyasszony majd Kaner Elek (1853–1901), király tanácsos, pénzügyi igazgató neje lett.

## Élete
Apja gyógyszertárában dolgozott Pesten. Sok cikket írt a szaklapokba (L. Szinnyei Repertóriuma III.). Elhunyt 1890. február 6-án reggeli fél 2 órakor, élete 53., házassága 15. évében. Örök nyugalomra helyezték 1890. február 8-án délután a Kerepesi úti temetőben az ágostai hitvallás szertartása szerint.

## Munkái
- Preissverzeichniss pharmaceutischer Praeparate, Droguen... Pest, 1860.
- Gyógyszerisme (Pharmacognosia) orvosok, gyógyszerészek, iparosok és kereskedők számára. Pest, 1862-65. Négy füzet.
- Újabb kitünőbb gyógyszerek jegyzéke. Buda, 1866. (Német címmel és szöveggel is.)